# Somos Radio AM 530
Somos Radio AM 530 es una estación de radio argentina que transmite desde la Ciudad Autónoma de Buenos Aires.

## Historia
Transmite bajo la licencia que pertenece a La Voz de las Madres, propiedad de Madres de Plaza de Mayo.
En sus micrófonos ha tenido a Jorge Dorio, Néstor Espósito, Juan Carlos Molina, Mario Giorgi, Roberto Navarro y Juan Amorín, Guillermo Gauna entre otros.

## Programación
Su grilla se compone de programas periodísticos, magacines y musicales.